# Ralingen

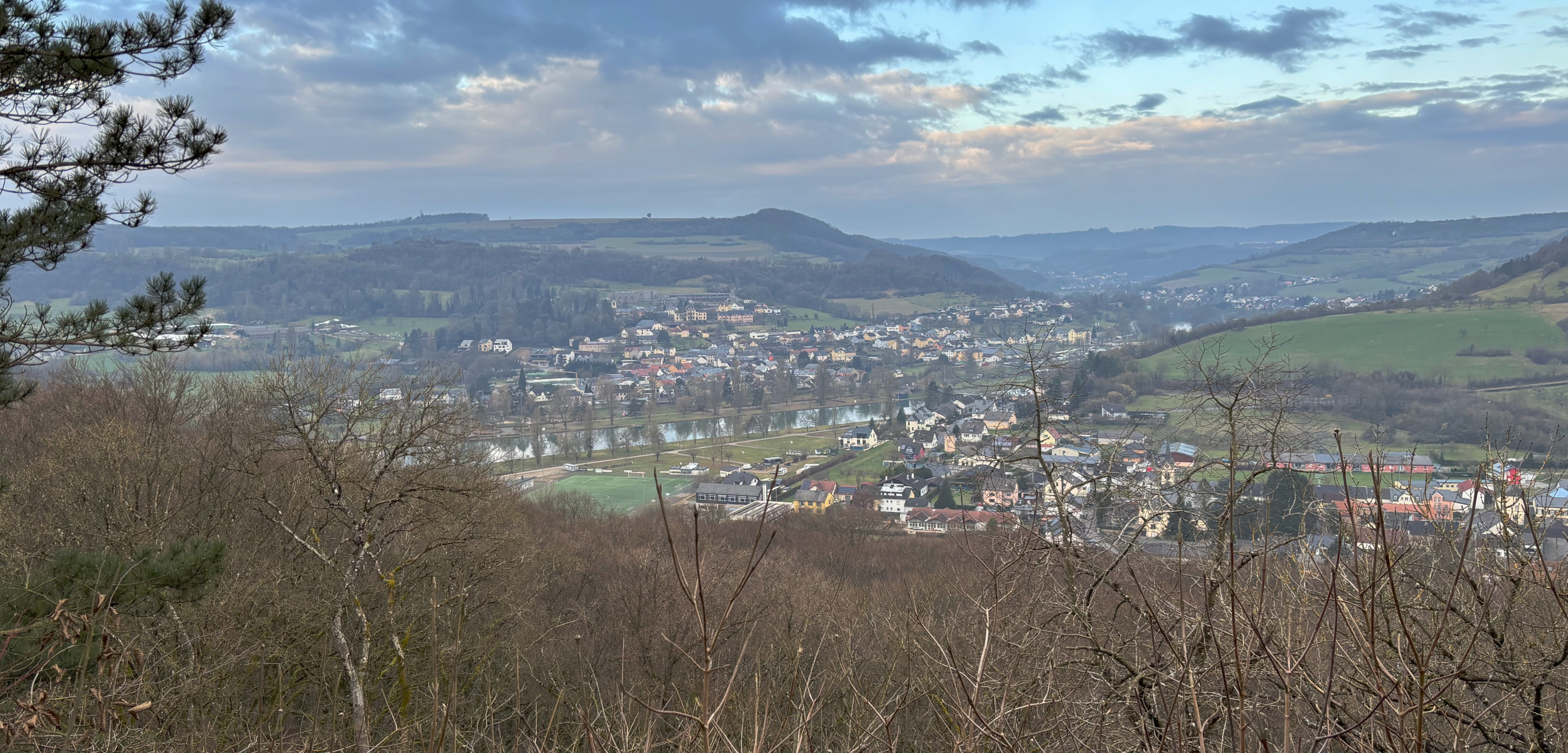
Ralingen

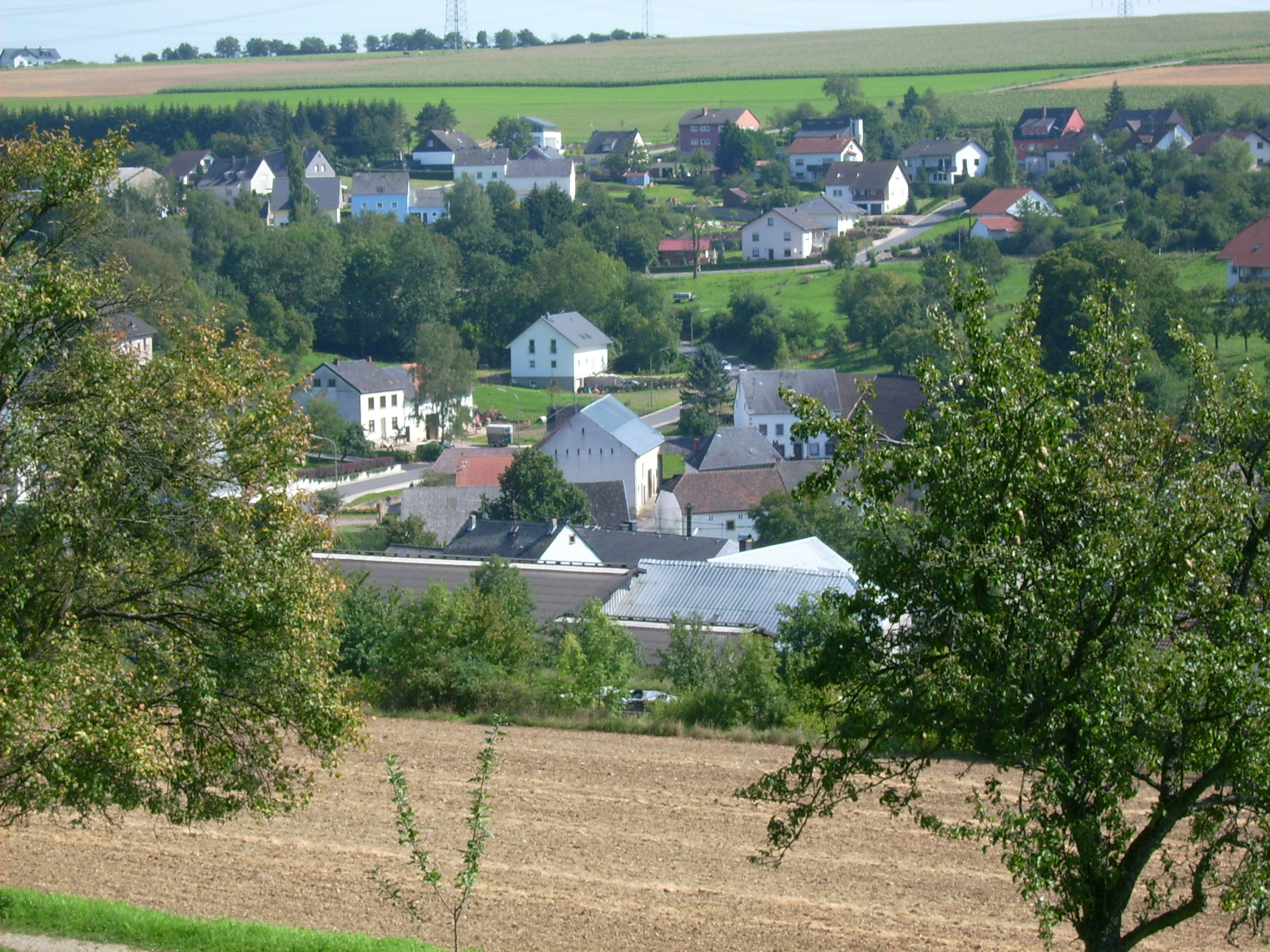
Ortsteil Olk

Ralingen (luxemburgisch Rooljenⓘ) ist eine Ortsgemeinde im rheinland-pfälzischen Landkreis Trier-Saarburg. Sie gehört der Verbandsgemeinde Trier-Land an.

## Geographie

### Lage
Ralingen liegt zwischen Trier und Bitburg an der Sauer unmittelbar an der luxemburgischen Grenze. Auf der gegenüberliegenden Seite der Sauer liegt die luxemburgische Gemeinde Rosport.

### Gemeindegliederung
Die Gemeinde gliedert sich in sechs Ortsteile bzw. Ortsbezirke und einer Anzahl von Wohnplätzen (Einwohnerzahlen am 31. Januar 2025):
| Ortsbezirk  | Zugehörende Wohnplätze | Einwohner |
| ----------- | --- | --------- |
| Edingen     | Edingerberg, Klingerbach, Kömbchen, Läschhof, Muckenbach                                                                  | 300       |
| Godendorf   | | 332       |
| Kersch      | Kerscher Bach | 122       |
| Olk         | Antoniushof | 445       |
| Ralingen    | Berghof, Dischelt, Georgsmühle, Kunkelborn, Mahlendorf, Merteshof, Ralinger Mühle, Reitzmühle, Schäferei, Zur Gipsgrube 1 | 462       |
| Wintersdorf | Wintersdorferberg, Rabenborner Steingrube 1                                                                               | 496       |
| Gesamt      | | 2.157     |

## Geschichte
Der Ort Ralingen gehörte bis zum Ende des 18. Jahrhunderts zur luxemburgischen Herrschaft Rosport.
Nach der Franzosenzeit wurde er 1816 Sitz der Bürgermeisterei Ralingen im Landkreis Trier, der 1969 im Landkreis Trier-Saarburg aufging.
Am 17. März 1974 wurden die vier bis dahin selbständigen Gemeinden Edingen, Kersch, Olk und Wintersdorf nach Ralingen eingemeindet. Die Gemeinde Edingen wurde am 1. Juni 1972 aus den aufgelösten Gemeinden Edingen und Godendorf neu gebildet.
Bevölkerungsentwicklung
Die Entwicklung der Einwohnerzahl bezogen auf das heutige Gemeindegebiet von Ralingen, die Werte von 1871 bis 1987 beruhen auf Volkszählungen:
| Jahr | Einwohner |
| ---- | --------- |
| 1815 | 1.035     |
| 1835 | 1.361     |
| 1871 | 1.530     |
| 1905 | 1.502     |
| 1939 | 2.421     |
| 1950 | 1.762     |
| 1961 | 1.703     |

| Jahr | Einwohner |
| ---- | --------- |
| 1970 | 1.736     |
| 1987 | 1.780     |
| 1997 | 1.973     |
| 2005 | 2.026     |
| 2011 | 2.055     |
| 2017 | 2.077     |
| 2024 | 1.962     |

## Politik

### Gemeinderat
Der Gemeinderat in Ralingen besteht aus 16 Ratsmitgliedern, die bei der Kommunalwahl am 9. Juni 2024 in einer personalisierten Verhältniswahl gewählt wurden, und dem ehrenamtlichen Ortsbürgermeister als Vorsitzendem.
Die Sitzverteilung im Gemeinderat:
| Wahl | CDU | Grüne | FW | FWGR | WGO | WGB | Gesamt   |
| ---- | --- | ----- | -- | ---- | --- | --- | -------- |
| 2024 | 4   | 4     | 3  | 5    | –   | –   | 16 Sitze |
| 2019 | 5   | 3     | –  | 4    | 1   | 3   | 16 Sitze |
| 2014 | 8   | 2     | –  | 4    | 2   | –   | 16 Sitze |
| 2009 | 8   | –     | –  | 5    | 3   | –   | 16 Sitze |

- FWGR = Freie Wähler Großgemeinde Ralingen e. V.
- WGO = Wählergemeinschaft Olk e. V.
- WGB = Wählergruppe Barth

### Bürgermeister
Alfred Wirtz (Bündnis 90/Die Grünen) wurde am 25. Juni 2019 Ortsbürgermeister von Ralingen und somit erster grüner Ortsbürgermeister im Kreis Trier-Saarburg. Bei der Direktwahl am 26. Mai 2019 war er für fünf Jahre gewählt worden. Er löste den langjährigen Bürgermeister Oswald Disch (CDU) ab. Bei der Stichwahl am 23. Juni 2024 wurde Wirtz mit 54,1 % für weitere fünf Jahre wiedergewählt, nachdem bei der Direktwahl am 9. Juni 2024 keiner der ursprünglich drei Bewerber eine ausreichende Mehrheit erreicht hatte.

### Ortsbezirk Ralingen
Der Ortsteil Ralingen ist gemäß Hauptsatzung einer von sechs Ortsbezirken der Ortsgemeinde Ralingen. Der Ortsbezirk umfasst das Gebiet der früheren Gemeinde. Die Interessen des Ortsbezirks werden durch einen Ortsbeirat und durch einen Ortsvorsteher vertreten.
Der Ortsbeirat besteht aus sieben Mitgliedern, die bei der Kommunalwahl am 9. Juni 2024 in einer Mehrheitswahl gewählt wurden, und dem ehrenamtlichen Ortsvorsteher als Vorsitzenden.
Oswald Disch wurde am 4. November 2024 Ortsvorsteher von Ralingen. Da bei der Direktwahl am 9. Juni 2024 der einzige Bewerber nicht die Mehrheit der Stimmen erreichte und für eine angesetzte Wiederholungswahl kein Wahlvorschlag eingereicht wurde, erfolgte die Wahl gemäß rheinland-pfälzischer Gemeindeordnung durch den Ortsbeirat.
Dischs Vorgänger Heinz-Werner Lay hatte das Amt seit August 2019 inne. Zuvor waren Herbert Schilz und Hermann Wirtz Ortsvorsteher von Ralingen.

### Gemeindepartnerschaften
- Rosport,  Luxemburg, seit 2002
- Velence am Velencer See,  Ungarn, seit 2002

## Infrastruktur

### Verkehr
Die Ortsteile Wintersdorf, Ralingen, Godendorf und Edingen liegen alle an der Sauertalstraße B 418 von Trier nach Echternach. Der Ortsteil Olk befindet sich nahe der B 51 zwischen Trier und Bitburg. Der Ortsteil Kersch liegt etwas abgelegener zwischen Olk und Wintersdorf. Zu allen Ortsteilen gibt es eine Busverbindung mit geringer Taktung durch die Moselbahn Verkehrsgesellschaft mbH im Verkehrsverbund Region Trier (VRT).
Ralingen, Wintersdorf und Edingen waren Stationen an der Nims-Sauertalbahn, einer Zweigstrecke der Eifelbahn, welche seit 1915 von Erdorf über Bitburg, Wolsfeld und Irrel nach Igel führte. Am Grenzfluss Sauer verlief die Strecke parallel zur Prinz-Heinrich-Bahn (Ligne de la Sûre) auf luxemburgischer Seite, welche bereits Jahrzehnte zuvor erbaut wurde, und zu der während des Zweiten Weltkriegs ab Edingen (Bez. Trier) ein provisorisches Verbindungsgleis über die Sauer bestand. Die Strecke Erdorf–Igel wurde jedoch bereits 1968/69 stillgelegt und bald danach abgebaut. Auf der Trasse befindet sich heute weitgehend der Sauertal-Radweg.

### Bildung
Im Hauptort befinden sich eine Grundschule und ein Kindergarten.